# 5 карбованців «Успенський собор у Москві»
Успенський собор у Москві (рос. Успенский собор в Москве) — ювілейна монета СРСР вартістю 5 карбованців, випущена 19 липня 1990 року. Успенський собор Московського Кремля — православний храм, розташований на Соборній площі Московського Кремля. Споруджений у 1475–1479 рр. під керівництвом італійського зодчого Аристотеля Фіораванті. Головний храм Московської держави. Найстаріша повністю збережена будівля Москви. Перший кам'яний собор на місці нинішнього був побудований на початку XIV століття, за князювання Івана I. 4 серпня 1326 на місці колишнього дерев'яного храму був закладений білокам'яний собор Успіння Пресвятої Богородиці на виконання побажання Київського митрополита Петра, незадовго до цього переїхав до Москви. Успенський собор 1326–1327 років був першим кам'яним храмом Москви. Це був четирьохкутний триапсидний одноголовий храм, побудований за зразком Георгіївського собору в Юр'єв-Польському. Храм був побудований в характерній для цього часу техніці: кладка з грубо обробленого білого каменю, який поєднувався з гладкотесаними елементами архітектурного декору.

## Історія
З 1988 року випускалася серія монет номіналом у 5 карбованців, присвячена старовинним містам, пам'яткам архітектури, історичним місцям Росії. Ця серія монет випускалася аж до 1991 року. Монета карбувалася на Ленінградському монетному дворі (ЛМД).

## Опис та характеристики монети
| Номінал крб. | Метал                 | Маса грам | Діаметр мм. | Гурт                           | Тираж штук              |
| ------------ | --------------------- | --------- | ----------- | ------------------------------ | ----------------------- |
| 1            | мідно-нікелевий сплав | 19,8      | 35          | гладкий із заглибленим написом | 3 000 000 400 000(пруф) |

### Аверс
У верхній частині диска — Державний герб Союзу Радянських Соціалістичних Республік (являє собою зображення серпа і молота на фоні земної кулі, в променях сонця і в обрамленні колосся, перев'язаних п'ятнадцятьма витками стрічки); під гербом — напис «СССР», знизу — велика цифра «5», під нею — півколом розміщено слово «РУБЛЕЙ» ще нижче уздовж канта знаходиться дата випуску монети — «1990».

### Реверс
У центрі зображення Успенського собору. Під ним напис «МОСКВА», укладена з двох сторін в декоративні віньєтки. Зліва дата «XV ст.». у верхній частині уздовж зовнішнього ободку монети півколом напис «УСПЕНСКИЙ СОБОР».

### Гурт
Два вдавлені написи «ПЯТЬ РУБЛЕЙ», між ними дві вдавлені п'ятикутні зірки.

## Автори
- Художник: А. В. Бакланов
- Скульптор: П. К. Потапов

## Вартість монети
Ціну монети — 5 карбованців встановив Держбанк СРСР у період реалізації монети через його філії. Сучасна вартість монети звичайного випуску серед колекціонерів України (станом на 2014 рік) становить понад 35 гривень.